# Gemelos (óptica)

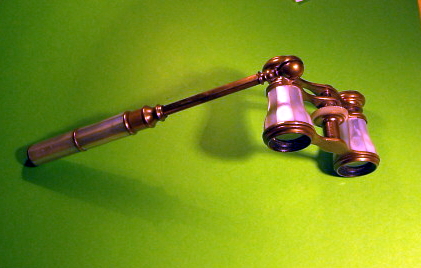
Gemelos de teatro.

Se les llama gemelos a unos anteojos formados por dos anteojos de Galileo sólidamente unidos para permitir la visión binocular. Son de aspecto similar al de los prismáticos, pero más pequeños, de menor potencia —normalmente 3x— y carentes de prismas. Poseen un ajuste de enfoque común a ambos tubos y suelen tener, además, un ajuste en el ocular derecho para compensar diferencias refractivas entre los dos ojos del usuario. Algunos modelos, como el de los plegables, permiten ajustar la distancia entre ambos ojos.
Son de destacar los gemelos de teatro, que suelen tener una empuñadura extensible para facilitar su uso. Están decorados lujosamente, constituyendo más piezas de joyería que instrumentos ópticos.